# Paul Martine
Pour les articles homonymes, voir Martine.
Paul Pierre Martine, dit Paul Martine, né le 22 mars 1845 à Saint-Cloud (Hauts-de-Saine) et mort le 14 décembre 1913 à Asnières-sur-Seine (Hauts-de-Seine),, est un professeur agrégé d'histoire et membre de la Commune de Paris.

## Biographie
Jeune normalien agrégé d'histoire en 1865, il enseigne au lycée de Colmar. Durant la guerre franco-prussienne de 1870 il s'engage dans la légion Schœlcher. Au 18 mars 1871, Paul Martine est membre du "Comité révolutionnaire des Batignolles" et adjoint au maire des Batignolles (17e arrondissement de Paris). Il fraternise avec Louis Rossel et collabore avec Benoît Malon. À la chute de la Commune, il s'enfuit à Saint-Pétersbourg où il exerce comme précepteur dans une famille, alors qu'il est condamné en France au bannissement par contumace.

### De retour en France
Il revient à Paris en 1880 grâce aux lois d'amnistie et enseigne l'histoire au lycée Condorcet durant une trentaine d'années. Il enseigne aussi comme maître de conférences à l'École normale supérieure de filles de Fontenay-aux-Roses et à l'École normale supérieure de garçons de Saint-Cloud et à l'École commerciale de Paris. Il participe, avec de nombreux autres co-rédacteurs, à la constitution du Dictionnaire de pédagogie et d’instruction primaire de Ferdinand Buisson.

Paul Martine rédige également un livre de mémoires sur la Commune qui ne sera publié qu'en 1971 (le livre publié est incomplet car ne comporte que la partie sur la Commune de Paris) : Souvenirs d'un insurgé - La commune 1871 où on le découvre boulangiste, toujours républicain et exprimant un antidreyfusisme virulent, déclarant à propos de Dreyfus : 
"Eût-il été cent fois innocent, son exécution s'imposait. Car il fallait choisir entre ce juif allemand, mal naturalisé, et l'avenir de la France".
Il est décoré de la Légion d'honneur par le ministre de l'Instruction publique.

## Distinctions
- Chevalier de la Légion d'honneur (1906). Il est fait chevalier par Désiré Blanchet le 31 juillet 1906.

## Publications
- Histoire du monde oriental dans l'antiquité
- Histoire du monde grec